# Valerie Weigmann
Valerie Clacio Weigmann (* 22. November 1989 in Wiesbaden) ist eine deutsch-philippinische Schauspielerin und Model. 2014 wurde sie zur Miss World Philippines gekrönt. Ihr inzwischen verstorbener Vater war Deutscher, ihre Mutter stammt von den Philippinen.
Sie wuchs in Deutschland auf und machte dort ihren Hauptschulabschluss.
2008 nahm sie an der philippinischen Variante der Big-Brother-Show (Pinoy Big Brother) teil.

## Filmografie
Fernsehen
- 2008: Pinoy Big Brother Teen Edition Plus
- 2013: Kidlat
- 2013–2014: Eat Bulaga

Film
- 2013: Ang Huling Henya